# Precessione anomalistica

Figura che illustra la precessione absidale di un pianeta attorno al Sole, con l'asse orbitale che gira nella stessa direzione del movimento orbitale del pianeta.

La precessione anomalistica (o anche, per i pianeti del sistema solare, precessione del perielio) è la variazione, rispetto ad un potenziale osservatore esterno, della linea degli apsidi dell'orbita di un corpo celeste.
L'aggettivo anomalistica fa riferimento al fatto che, in un sistema di riferimento polare nel piano, la coordinata angolare è chiamata (anche) anomalia. Quando si parla di orbite, si usa distinguere tra anomalia media, anomalia eccentrica e anomalia vera.
Il tempo necessario al corpo per tornare al medesimo apside si chiama anno anomalistico, nel caso di pianeti, o mese anomalistico, nel caso di lune. L'anno (o il mese) risulta di durata superiore al corrispondente periodo siderale (anno siderale o mese siderale) quando la precessione anomalistica ha lo stesso verso del moto di rivoluzione del corpo, inferiore in caso contrario.
La precessione anomalistica può avere diverse cause, eventualmente contemporaneamente presenti:
- disturbi gravitazionali causati da altri corpi celesti del sistema considerato;
- anomalie nella forma del corpo celeste;
- effetti relativistici previsti dalla teoria della relatività generale di Einstein.

## Terra

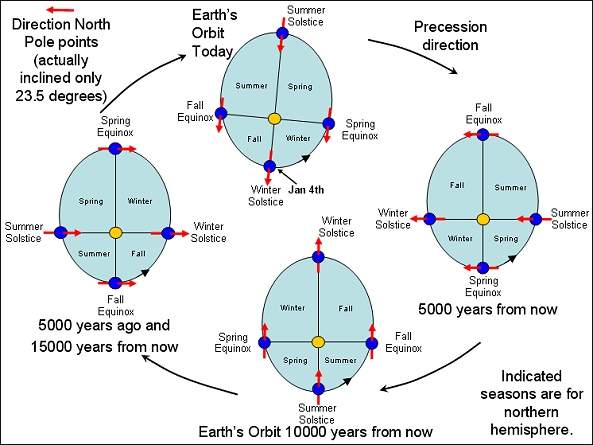
Schema dell'effetto combinato della precessione anomalistica e della differenza tra anno siderale e anno tropico per la Terra

Nel caso della Terra, la precessione è principalmente causata dall'attrazione gravitazionale esercitata dagli altri pianeti del sistema solare, in primo luogo Giove. Ha una periodicità di circa 112.000 anni e, osservata dal polo nord solare, avviene in senso antiorario.
L'anno anomalistico della Terra risulta superiore a quello siderale per circa 4 minuti e 43 secondi. In considerazione del fatto che l'anno tropico della Terra è invece inferiore a quello siderale, i due effetti si sommano nel definire la periodicità di circa 21.000 anni dello spostamento dei punti di equinozio e solstizio rispetto agli apsidi.
Questo è uno dei cicli che contribuiscono alle variazioni di lungo periodo del clima terrestre in accordo con la teoria dei cicli di Milanković.

## Luna
Il mese anomalistico della Luna dura mediamente 27,554551 giorni (27 giorni 13 ore 18 minuti 33,2 secondi), risultando quindi superiore al mese siderale per circa 5,5 ore. La linea degli apsidi completa una rotazione in circa 8,85 anni.

## Mercurio
Tra i pianeti del sistema solare, Mercurio è quello che presenta la precessione più elevata pari a 56 arcosecondi all'anno. Questo valore presenta un eccesso di 0,43 arcosecondi rispetto a quanto previsto dalle leggi della meccanica celeste. L’apparente discrepanza è stata risolta solo nel XX secolo sommando al valore atteso anche l'effetto dovuto alla relatività.

## Pulsar extragalattiche
I valori noti più elevati di precessione anomalistica sono stati individuati per alcune pulsar:
- PSR J0737-3039, 16,88 gradi all'anno[4] (non confermato)
- PSR B1913+16, 4 gradi all'anno[5] (confermato)
- PSR B1534+12, 4 gradi all'anno